# Zaak-Ineke Stinissen
Hendrina Maria (Ineke) Stinissen geb. Swagerman (2 juli 1942 - Haaksbergen, 19 januari 1990) was een Nederlandse comapatiënte in de jaren zeventig en tachtig van de twintigste eeuw.
Ze was geregeld voorpaginanieuws en er werden regelmatig Kamervragen gesteld omdat er geen toestemming kwam een einde aan haar leven te maken. Ineke Stinissen lag zestien jaar in coma, toen de rechter na een lange juridische strijd toestemming gaf haar te laten sterven.
Stinissen, toen eenendertig jaar, kreeg tijdens haar bevalling in maart 1974 onverwacht ernstige complicaties en er moest een spoedkeizersnede worden uitgevoerd. De anesthesist maakte echter een dramatische fout: hij plaatste de beademingsbuis in de slokdarm in plaats van in de luchtpijp. Er werd een kerngezonde zoon geboren, maar Stinissen raakte in coma en zou haar zoon Henk-Jan nooit zien.
Op 9 januari 1990 staakte het verpleeghuis Het Wiedenbroek in Haaksbergen de sondevoeding. Stinissen overleed ruim een week later.